# Лили Гарса
Лили Гарса (на испански: Lily Garza) е мексиканска актриса и режисьор.

## Филмография

### Актриса
Теленовели
- Моето сърце е твое (2014-2015) – Госпожица Рохас
- Кълна се, че те обичам (2008-2009)
- Любов без грим (2007)
- Лус Кларита (1996-1997) – Брихида
- Танцувай с мен (1992)
- En busca del paraíso (1979) – Хосефина

Филми
- Es Navidad con Timbiriche (1985)
- ¡¡Cachún cachún ra-ra!! (Una loca, loca, preparatoria) (1979) – Лили
- El vuelo de la cigüeña (1979)
- Alucarda, la hija de las tinieblas (1978) – Даниела Осек
- Los pequeños privilegios (1977) – Приятелка
- Renuncia por motivos de salud (1976) – Марта

Сериали
- Como dice el dicho (2011-)
  - Епизод Nunca tengas miedo del día... (2013) – Гуадалупе
- Qué chavas (1994) (актриса и сценарист)
- Cachún cachún ra ra! (1981-1987) – Лили

### Режисьор
- Изгарящ огън (2021)
- И утре ще бъде друг ден (2018)
- Жените в черно (2016)
- Не ме оставяй (2015-2016)
- Моето сърце е твое (2014-2015)
- Смела любов (2012)
- Втора част на Когато се влюбиш (2010-2011)
- Кълна се, че те обичам (2008-2009)
- Аз обичам неустоимия Хуан (2007-2008)
- Мечти и бонбони (2005)
- Есенна кожа (2004)
- Малки бълхи (2003)
- Да живеят децата (2002-2003)
- Мария Белен (2001)
- Първа част на Ангелско личице (2000-2001)
- Заради любовта ти (1999)
- Втора част на Камила (1998-1999)
- Светлина на пътя (1997-1998)

Развлекателни програми
- Розата на Гуадалупе (2010-)

## Награди и номинации

### Награди TVyNovelas
| Година | Категория          | Теленовела                | Резултат   |
| ------ | ------------------ | ------------------------- | ---------- |
| 2016   | Най-добър режисьор | Не ме оставяй             | Печели     |
| 2015   | Най-добър режисьор | Моето сърце е твое        | Номинирана |
| 2008   | Най-добър режисьор | Аз обичам неустоимия Хуан | Номинирана |
| 2006   | Най-добър режисьор | Мечти и бонбони           | Номинирана |